# Z Возничего
Z Возничего (лат. Z Aurigae) — одиночная переменная звезда в созвездии Возничего на расстоянии (вычисленном из значения параллакса) приблизительно 8760 световых лет (около 2686 парсеков) от Солнца. Видимая звёздная величина звезды — от +12m до +9,2m.

## Характеристики
Z Возничего — красный гигант, пульсирующая полуправильная переменная звезда (SR) спектрального класса M3. Радиус — около 97,79 солнечных, светимость — около 1662,266 солнечных. Эффективная температура — около 3727 К.